# コーン異常
コーン異常とは、金属中のフォノン分散関係の異常のこと。
フォノンの周波数、つまりエネルギーがある波数ベクトルで非常に低くなり、微分係数が不連続になる。
1959年にウォルター・コーンによって提案された。
極端な場合（低次元材料で起こり得る）、このフォノンのエネルギーは0となり、格子の静的な歪みが現れる。
これは固体の電荷密度波の原因の1つである。
コーン異常が起こり得る波数ベクトルはフェルミ面のネスティングベクトルであり、フェルミ面の数多くの点をつなげるベクトルである（1次元の原子鎖におけるこのベクトルは{\displaystyle 2k_{F}}である）。
金属のフォノンスペクトルにおいて、コーン異常は分散関係の微分係数における不連続点である。これは第一ブリルアンゾーンの対称性の高い点で起こり、伝導電子による格子振動の遮蔽の急激な変化によって生じる。
均一な電子ガスの誘電関数を求めるためにトーマス・フェルミ近似ではなくリンドハード近似を考えたとき、コーン異常はフリーデル振動と共に生じる。
リンドハード模型から得られた逆格子空間での誘電関数の実部 {\displaystyle \operatorname {Re} (\epsilon (\mathbf {q} ,\omega ))}は対数項を含んでおり、{\displaystyle \mathbf {q} =2\mathbf {k} _{F}}で特異性をもつ。
ここで{\displaystyle \mathbf {k} _{F}}はフェルミ波数である。
この特異性は逆格子空間では非常に小さいにもかかわらず、フーリエ変換をして実空間に移った場合、上述の特異点の近くでギブズ現象により{\displaystyle \operatorname {Re} (\epsilon (\mathbf {r} ,\omega ))}の強い振動が起こる。
フォノン分散関係において、これらの振動は{\displaystyle \omega ^{2}(\mathbf {q} )}のプロットにおける垂直接戦として現れ、コーン異常と呼ばれる。
グラフェン、バルク金属、多くの低次元系など多くの系でコーン異常は見られる（理由は条件{\displaystyle \mathbf {q} =2\mathbf {k} _{F}}を含み、フェルミ面のトポロジーに依存する）。
しかしコーン異常を示すのは、均一電子ガス近似を扱う金属的な振る舞いを示す物質だけである。